# Altered Beast
Altered Beast (übersetzt: verändertes Tier; auch englisch Project Altered Beast, japanisch 獣王記, (der) Bestienkönig, und umschriftlich Jūōki) ist ein 2005 erschienenes Computerspiel von Sega. Es handelt sich um eine Neuauflage (englisch Remake) des gleichnamigen Spiels von 1988, ursprünglich für Segas Mega Drive, nun auch für die PlayStation 2.

## Inhalt
Luke Custer ist ein „Genome-Cyborg“. Er kann sich in verschiedene Kreaturen verwandeln. Nachdem er einen Hubschrauberabsturz überlebt hat, verliert Luke sein Gedächtnis und macht sich auf den Weg, um die Wahrheit über seine Vergangenheit und die Genome-Cyborgs herauszufinden.

## Spielprinzip
Der Spieler steuert Luke Custer in der Third-Person-Perspektive. Während er in menschlicher Gestalt mehrere Feinde bekämpft, kann er sich ab einer bestimmten Zeit in eine der Bestien verwandeln. Im Gegensatz zum ursprünglichen Spiel kann sich der Spieler nach Belieben in seine Bestienform verwandeln und wieder verlassen. Luke kann sich von Anfang an in einen Werwolf verwandeln. Später im Spiel findet er weitere Genom-Cyborg-DNA-Chips, die es ihm ermöglichen, sich in weitere Bestien zu verwandeln, darunter ein Wassermann, ein Garuda, ein Wendigo, ein Minotaurus und schließlich ein Drache.
Nach Abschluss des Spiels werden eine Reihe weiterer Modi freigeschaltet, darunter ein Bosskampf-Rush und ein Herausforderungsmodus, in dem man auch weitere Bestienformen freischalten kann.

## Rezeption
Das Spiel erhielt gemischte Kritiken und erhielt auf Metacritic eine Punktzahl von 53 aus 100.
VideoGamer sagte: „Der Name wird wahrscheinlich eine Reihe von Fans des Originalspiels anziehen, und sie können das Beste aus einem durchschnittlichen Titel herausholen. Für diejenigen, die ihre Einkäufe nicht auf Nostalgie stützen, schauen Sie sich woanders um.“ ScrewAttack nannte Altered Beast als zehntschlechtestes Spiel in ihrer Top-10-Liste.